# Bagdad (provins)
|  | Denne artikel omhandler Bagdad (provins). Opslagsordet har også en anden betydning, se byen Bagdad |
Bagdad (arabisk: محافظة بغداد) er en irakisk provins beliggende centralt i Irak. Provinsen har et areal på 734 km² og er den mindste af Iraks 18 provinser men det største indbyggertal på 9.500.000(2017).
Bagdad provinsen var engang den mest udviklede i Irak. Meget er blevet ødelagt siden den amerikanske invasion i 2003.
Bagdad har mindst 12 broer over Tigrisfloden, der deler byen i en øst og vestlig del. Provinsens nordøstlige del omfatter dele af det mesopotamiske marskområde.
Sadr City-distriktet er det tættest befolkede område i Irak.
Med 46.523 mennesker per kvadratkilometer er Provinsen Baghdad den tætteste befolkede subnationale enhed i verden. Den 15. oktober 2005 stemte 77,70 % af 2.720.615 vælgerne i provinsen for Iraks nye forfatning.

## Administrativ inddeling

### Provinsen opdelt i seks distrikter
- Abu Ghraib distrikt
- al-Istiqlal distrikt
- al-Mada'in distrikt
- al-Mahmudiyya distrikt (Mahmudiya)
- al-Taji distrikt
- al-Tarmia distrikt

### Bagdad by er opdelt i ti bydele
| Vest for Tigris - al-Karkh (Bagdad vest for Tigris) - Kadhimiya - Mansour - al-Rashid | Øst for Tigris - al-Rusafa (Bagdad øst for Tigris) - al-Adhamiya - Sadr City - Al-Jidida - Karrada - Al-Za'franiya |